# كتانية غربية
الكتانية الغربية (باللاتينية: Linaria gharbensis) نوع نباتي يتبع جنس الكتانية من الفصيلة الحملية من رتبة الشفويات.

## الموئل والانتشار
موطنها المغرب العربي وإسبانيا.

## مرادفات للاسم العلمي
- (باللاتينية: Linaria tartessiana (C. Vicioso) Valdés)
- (باللاتينية:                             							 								                             	Linaria heterophylla subsp. tartessiana C. Vicioso)